# 日本郵趣協会
公益財団法人日本郵趣協会（にほんゆうしゅきょうかい、英: Japan Philatelic Society Foundation、略称: JPS）とは、日本の公益財団法人。日本及び世界各国の郵便切手類の歴史及び郵便制度の研究を通して郵便切手文化を継承していくとともに、心豊かな潤いのある社会創造に寄与することを目的としており、日本最大の郵趣組織である。

## 沿革
- 1945年に日本郵趣文化協会として発足準備、1946年7月25日に設立。1982年に旧郵政省所管の財団法人として認可、中央省庁再編に伴い2001年より総務省所管、2011年4月1日に公益財団法人化。

## 主な事業

### 普及啓発事業
- 毎年4月の切手趣味週間に合わせて、全国の郵便局、学校、博物館など公共施設を中心として、日本及び世界各国の郵便切手類を展示する「全国ミニ切手展」を開催している。
- 郵便切手文化情報の発掘、収集を行うとともに、その結びつきを図り、国民の資源として共有・活用する基盤づくりのため、誰でもが参加・交流できる「切手のつどい」を開催している。
- 郵便切手文化を普及するため、誰でもが参加・交流できる「切手オリエンテーション」を開催している。
- 郵便切手類の歴史や文化を身近に感じ親しんでもらうため、体験型ワークショップ「切手はり絵」、「切手水はがし」などを実施している。
- 最新の日本切手の内容、意匠、データ及び展覧会、出版物、講座・セミナーなどに関する情報をホームページに掲載し、迅速性を要する情報をメールマガジンにより配信している。

### 展覧会事業
- 全国規模の展覧会として、毎年ゴールデンウィークに各種イベントを行うスタンプショウ、毎年秋に競争出品を公募して国際郵趣連盟（英語版）(FIP)基準で審査する全国切手展を開催している。かつてはユース層向けの全国ユース切手展も開催していた。
- 競争作品を公募するコンクール形式の展覧会への出品を促進するため、出品公募前には作品の添削・助言などを行い、審査発表後には作品への助言を開催している。

### 出版事業
- 日本郵趣出版によって行われている。
- 万国郵便連合（UPU）加盟約190の国と地域から発行されている郵便切手類に関する内容、意匠、データ並びに郵便制度に関する研究をもとにして、各種出版物を発行している。
- 主な出版物には、世界各国の新切手情報を掲載している『郵趣』（月刊）、新切手情報や消印情報を掲載している『郵趣ウィークリー』（週刊）、専門研究の『郵趣研究』（隔月刊）などの雑誌、『さくら日本切手カタログ』『日本切手専門カタログ』などのカタログがある。

### 学術調査研究事業
- 専門分野ごとの共通テーマを中心に学術調査研究を深めていく場として、全国規模の組織として多角的な研究を行う部会、地域規模の組織として研究情報交換を行う例会を開催している。
- 展覧会形式により、専門分野別の研究成果会を開催している。

### 国際文化交流事業
- 自国の歴史・文化を伝える「小さな外交官」と形容される郵便切手類を通して、各国郵政機関及び海外郵趣組織との協働による国際文化交流を実施している。

### 流通促進事業
- 文化的及び歴史的資料として貴重な国民的財産である郵便切手類を拡散・劣化させることなく、次世代へ着実に継承するため、「JPSオークション」を実施している。

### 顕彰事業
- 日本及び世界各国の郵便切手類及び郵便制度に関して、その普及啓発並びに調査研究に貢献した功労者を顕彰するため、中島健蔵・水原明窗記念賞、国際大賞（トレーシー・ウッドワード記念賞）、郵趣活動賞、郵趣文献賞、小倉謙賞、住野正顕賞などの顕彰事業を実施している。

### 地域支援・人材育成事業
- 地域市民が行う郵便切手文化の公益的活動への助成や情報・ネットワーク支援を図るとともに、地域での文化活動を担うボランティアの醸成と人材育成を実施している。

### 公益事業資金の造成
- 展覧会などに対する寄附金を募り、益金は広く社会一般に還元する事業のために充当している。

## 評議員
- 評議員会長：安藤裕（元会社員）
- 評議員：奥井富雄、加藤久勝、嘉の海暁子（薬学博士）、小宮山賢（早稲田大学教授）、永井正保、濱谷彰彦、藤沢紫、本山芳尚（一般財団法人水原フィラテリー財団理事長）

## 役員
- 理事長：山田廉一（代表理事）
- 副理事長：金川博史
- 専務理事：落合宙一（業務執行理事）
- 常務理事：松尾謙一（事務局長）
- 理事：榎沢祐一、嘉ノ海暁子、髙安紀彰、永井正保、森下幹夫
- 監事：鈴木清（公認会計士）、百合野正博（同志社大学教授）

出典：日本郵趣協会 - 財団のご案内、2022年11月15日現在

## 歴代理事長
1. 水原明窗
2. 立川憲吉
3. 松本純一
4. 福井和雄（2005年4月-2019年）
5. 池原郁夫
6. 山田廉一

## 会員数
- 終身維持会員：69人
- 維持会員：114人
- 正会員：1,815人
- 普通会員：3,651人
- WEB会員：288人
- ジュニア会員：1人

（合計5,938人）
出典：日本郵趣協会 - 団体情報／団体詳細、2022年7月20日現在

## 所在地
- 本部：〒171-0031 東京都豊島区目白1-4-23
- JR山手線目白駅徒歩3分
- JR山手線、東京メトロ東西線、西武新宿線各高田馬場駅徒歩7分
- 東京メトロ副都心線雑司が谷駅徒歩13分

## 連携組織
- 切手の博物館
- 逓信総合博物館
- 日本郵趣出版
- 郵趣サービス社

## 関連文献
※出版年順
- 日本郵趣協会 編『日本郵趣協会四十年の歩み』日本郵趣協会、1986年12月。全国書誌番号:88009015。
- 日本郵趣協会 編『日本郵趣協会五十年史』日本郵趣協会、1996年12月。ISBN 4-88963-542-4。全国書誌番号:98020210。
- 通信文化振興会 編『郵政省関係公益法人便覧 1998年版』通信文化振興会、1998年2月。ISBN 4-9900419-1-7。全国書誌番号:98065856。
- 日本郵趣協会『日本郵趣協会六十年史 : 財団法人日本郵趣協会創立60周年記念出版』日本郵趣協会、2007年12月。ISBN 978-4-88963-689-5。全国書誌番号:21354534。
- 天野安治『日本郵趣史 : 明治初期から終戦まで』日本郵趣協会、2012年11月。ISBN 978-4-88963-748-9。全国書誌番号:22174857。